# Victor Lindelöf
Victor Nilsson Lindelöf (Västerås, 17 juli 1994) is een Zweeds voetballer die doorgaans als centrale verdediger speelt. Hij verruilde Benfica in juni 2017 voor Manchester United, dat circa €35 miljoen voor hem betaalde. Lindelöf debuteerde in 2016 in het Zweeds voetbalelftal.

## Clubcarrière

### Jeugd
Lindelöf speelde in de jeugd voor IK Franke, Västerås IK en Västerås SK. Hij debuteerde in september 2010 in het betaald voetbal in het eerste team van Västerås SK, tijdens een wedstrijd tegen BK Forward. Hij speelde veertig wedstrijden voor Västerås 

### Benfica
Op 1 december 2011 tekende Lindelöf een vijfjarig contract bij Benfica, dat inging per 1 juli 2012. Tijdens het seizoen 2012/13 debuteerde hij in het tweede elftal, in de Segunda Liga. Op 19 oktober 2013 debuteerde hij in de hoofdmacht, in de beker tegen Cinfães. Na drie seizoenen in het tweede elftal brak hij in het seizoen 2015/16 door in de hoofdmacht. In zijn laatste seizoen in Portugal kwam hij tot 47 wedstrijden in alle competities. Hij eindigde met een kampioenschap, zijn derde in het shirt van Benfica.

### Manchester United
In juni 2017 versierde hij een transfer naar Manchester United voor een bedrag van 35 miljoen euro. Lindelöf maakte op 8 augustus in de met 2-1 verloren UEFA Supercup tegen Real Madrid zijn debuut voor Manchester United. Hij kwam tot 29 wedstrijden in zijn eerste seizoen voor United. In 2018 en 2019 won Lindelöf de Guldbollen, de prijs voor de beste Zweedse speler van het jaar en die tussen 2005 en 2020 twaalf van de zestien keer gewonnen werd door Zlatan Ibrahimović.
Op 29 januari 2019 maakte hij tegen Burnley zijn eerste doelpunt voor Manchester United in een 2-2 gelijkspel. In het seizoen 2019/20 kwam Lindelöf tot 47 wedstrijden in het shirt van United, zijn hoogste aantal tot dan toe. In het seizoen 2022/23 won Lindelöf zijn eerste prijs met United, de EFL Cup.

## Clubstatistieken

### Beloften
| Seizoen        | Club           | Competitie     | Totaal | Totaal |
| Seizoen        | Club           | Competitie     | Wed.   | Dlp.   |
| -------------- | -------------- | -------------- | ------ | ------ |
| 2012/13        | Benfica B      | Segunda Liga   | 15     | 0      |
| 2013/14        | Benfica B      | Segunda Liga   | 33     | 2      |
| 2014/15        | Benfica B      | Segunda Liga   | 41     | 1      |
| 2015/16        | Benfica B      | Segunda Liga   | 7      | 0      |
| Carrièretotaal | Carrièretotaal | Carrièretotaal | 96     | 3      |

### Senioren
| Seizoen     | Club              | Competitie     | Competitie | Competitie | Beker | Beker | Internationaal | Internationaal | Overig | Overig | Totaal | Totaal |
| Seizoen     | Club              | Competitie     | Wed.       | Dlp.       | Wed.  | Dlp.  | Wed.           | Dlp.           | Wed.   | Dlp.   | Wed.   | Dlp.   |
| ----------- | ----------------- | -------------- | ---------- | ---------- | ----- | ----- | -------------- | -------------- | ------ | ------ | ------ | ------ |
| 2010/11     | Västerås SK       | Superettan     | 27         | 0          | 0     | 0     | 0              | 0              | 0      | 0      | 27     | 0      |
| 2011/12     | Västerås SK       | Ettan          | 13         | 1          | 0     | 0     | 0              | 0              | 0      | 0      | 13     | 1      |
| Club totaal | Club totaal       | Club totaal    | 40         | 1          | 0     | 0     | 0              | 0              | 0      | 0      | 40     | 1      |
| 2012/13     | Benfica           | Primeira Liga  | 0          | 0          | 0     | 0     | 0              | 0              | 0      | 0      | 0      | 0      |
| 2013/14     | Benfica           | Primeira Liga  | 0          | 0          | 2     | 0     | 0              | 0              | 0      | 0      | 0      | 0      |
| 2014/15     | Benfica           | Primeira Liga  | 0          | 0          | 1     | 0     | 0              | 0              | 0      | 0      | 1      | 0      |
| 2015/16     | Benfica           | Primeira Liga  | 15         | 1          | 4     | 0     | 4              | 0              | 0      | 0      | 23     | 1      |
| 2016/17     | Benfica           | Primeira Liga  | 32         | 1          | 6     | 0     | 8              | 0              | 1      | 0      | 47     | 1      |
| Club totaal | Club totaal       | Club totaal    | 47         | 2          | 13    | 0     | 12             | 0              | 1      | 0      | 73     | 2      |
| 2017/18     | Manchester United | Premier League | 17         | 0          | 6     | 0     | 5              | 0              | 1      | 0      | 29     | 0      |
| 2018/19     | Manchester United | Premier League | 30         | 1          | 3     | 0     | 7              | 0              | 0      | 0      | 40     | 1      |
| 2019/20     | Manchester United | Premier League | 35         | 1          | 8     | 0     | 4              | 0              | 0      | 0      | 47     | 1      |
| 2020/21     | Manchester United | Premier League | 29         | 1          | 5     | 0     | 11             | 0              | 0      | 0      | 45     | 1      |
| 2021/22     | Manchester United | Premier League | 28         | 0          | 2     | 0     | 5              | 0              | 0      | 0      | 35     | 0      |
| 2022/23     | Manchester United | Premier League | 20         | 0          | 8     | 0     | 7              | 0              | 0      | 0      | 35     | 0      |
| 2023/24     | Manchester United | Premier League | 16         | 1          | 3     | 0     | 4              | 0              | 0      | 0      | 23     | 1      |
| Club totaal | Club totaal       | Club totaal    | 170        | 4          | 35    | 0     | 43             | 0              | 1      | 0      | 249    | 4      |
| TOTAAL      | TOTAAL            | TOTAAL         | 343        | 10         | 48    | 0     | 55             | 0              | 2      | 0      | 458    | 10     |

Bijgewerkt op 29 februari 2024 

## Interlandcarrière
Lindelöf speelde vijf wedstrijden voor Zweden –17 en zeventien voor Zweden –19, waarvan hij aanvoerder was. Hij won in 2015 het EK onder 21 van 2015 met zijn landgenoten. Lindelöf maakte in 2016 zijn debuut in het Zweeds voetbalelftal, waarmee hij in juni 2016 deelnam aan het EK 2016 in Frankrijk. Zweden werd uitgeschakeld in de groepsfase na nederlagen tegen Italië (0–1) en België (0–1) en een gelijkspel tegen Ierland (1–1). Lindelöf maakte twee jaar later ook deel uit van de Zweedse ploeg op het WK 2018.

## Erelijst
| Competitie                    |             |                           |             |             |
| Competitie                    | Aantal      | Jaren                     |             |             |
| Västerås SK                   | Västerås SK | Västerås SK               | Västerås SK | Västerås SK |
| ----------------------------- | ----------- | ------------------------- | ----------- | ----------- |
| Division 1 Norra              | 1x          | 2010                      |             |             |
| Benfica                       |             |                           |             |             |
| Primeira Liga                 | 3x          | 2013/14, 2015/16, 2016/17 |             |             |
| Taça de Portugal              | 2x          | 2013/14, 2016/17          |             |             |
| Taça da Liga                  | 2x          | 2015/16                   |             |             |
| Supertaça Cândido de Oliveira | 1x          | 2016                      |             |             |

| Competitie       | Winnaar         | Winnaar         | Runner-up       | Runner-up       | Derde           | Derde           |
| Competitie       | Aantal          | Jaren           | Aantal          | Jaren           | Aantal          | Jaren           |
| Zweden onder 21  | Zweden onder 21 | Zweden onder 21 | Zweden onder 21 | Zweden onder 21 | Zweden onder 21 | Zweden onder 21 |
| ---------------- | --------------- | --------------- | --------------- | --------------- | --------------- | --------------- |
| UEFA EK onder 21 | 1x              | 2015            |                 |                 |                 |                 |

Individueel
- Europees kampioenschap voetbal onder 21 Team van het Toernooi: 2015
- Fotbollsgalan Beste Verdediger: 2016
- UEFA Champions League Breakthrough XI: 2016

1 Bayındır ·
2 Lindelöf ·
3 Mazraoui ·
4 De Ligt ·
5 Maguire ·
6 Martínez ·
7 Mount ·
8 Fernandes  ·
9 Højlund ·
11 Zirkzee ·
12 Malacia ·
14 Eriksen ·
15 Yoro ·
16 Diallo ·
17 Garnacho ·
18 Casemiro ·
20 Dalot ·
21 Antony ·
22 Heaton ·
23 Shaw ·
24 Onana ·
25 Ugarte ·
35 Evans ·
36 Wheatley ·
37 Mainoo ·
41 Amass ·
43 Collyer ·
44 Gore ·
Coach: Van Nistelrooij (interim)
· Assistent-coach: Hake
· Keeperstrainer: Ten Rouwelaar
1 Isaksson ·
2 Lustig ·
3 Johansson · 
4 Granqvist ·
5 Olsson ·
6 Forsberg ·
7 Larsson ·
8 Ekdal ·
9 Källström ·
10 Ibrahimović  · 
11 Berg · 
12 Olsen ·
13 Jansson ·
14 Lindelöf ·
15 Hiljemark ·
16 Wernbloom ·
17 Augustinsson ·
18 Lewicki ·
19 Kujović ·
20 Guidetti ·
21 Durmaz ·
22 Zengin ·
23 Carlgren ·
Coach: Hamrén
1 Olsen ·
2 Lustig ·
3 Lindelöf ·
4 Granqvist ·
5 Olsson ·
6 Augustinsson ·
7 Larsson ·
8 Ekdal ·
9 Berg ·
10 Forsberg ·
11 Guidetti ·
12 Johnsson ·
13 Svensson ·
14 Helander ·
15 Hiljemark ·
16 Krafth ·
17 Claesson ·
18 Jansson ·
19 Rohdén ·
20 Toivonen ·
21 Durmaz ·
22 Thelin ·
23 Nordfeldt ·
Coach: Andersson
1 Olsen ·
2 Lustig ·
3 Lindelöf ·
4 Granqvist  ·
5 Bengtsson ·
6 Augustinsson ·
7 S. Larsson ·
8 Ekdal ·
9 Berg ·
10 Forsberg ·
11 Isak ·
12 Johnsson ·
13 Svensson ·
14 Helander ·
15 Sema ·
16 Krafth ·
17 Claesson ·
18 Jansson ·
19 Svanberg ·
20 Olsson ·
21 Kulusevski ·
22 Quaison ·
23 Nordfeldt ·
24 Danielson ·
25 J. Larsson ·
26 Cajuste ·
Coach: Andersson